# روزي تشنغ
روزي تشنغ (بالإنجليزية: Rosie Cheng)‏ هي لاعب كرة مضرب نيوزيلندية، ولدت في 1 أغسطس 1998 في أوكلاند في نيوزيلندا.

## وصلات خارجية
- روزي تشنغ على موقع رابطة محترفات التنس (الإنجليزية)
- روزي تشنغ على موقع الاتحاد الدولي لكرة المضرب (الإنجليزية)
- روزي تشنغ على موقع إي إس بي إن.كوم (الإنجليزية)